# جویس رابینسون
جویس لیلیث رابینسون (متخلص به لاوسون؛ ۲ ژوئیه ۱۹۲۵–۱۲ مه ۲۰۱۳) یک کارمند دولتی جامائیکایی بود که بیشتر به دلیل کارش به عنوان کتابدار شناخته می‌شد. او برای دوره‌های طولانی به عنوان مدیر خدمات کتابخانه جامائیکا (۱۹۷۶–۱۹۵۷) و رئیس کتابخانه ملی جامائیکا (۱۹۹۶–۱۹۷۹) خدمت کرد و همچنین مدت کوتاهی مدیر کل شرکت پخش جامائیکا (۱۹۸۲–۱۹۸۱) بود.

## اوایل زندگی
رابینسون در سنت جیمز پریش به دنیا آمد. او در سن شش سالگی یتیم شد، در ابتدا تحت سرپرستی مادربزرگ مادری‌اش قرار گرفت و مدتی بعد توسط سایر اقوامش به فرزندخواندگی پذیرفته و بزرگ شد. مادر خوانده او یک معلم مدرسه در بلک ریور بود، جایی که او تحصیلات اولیه خود را گذراند. رابینسون در سن ۱۲ سالگی به دنبال برنده شدن یک بورس تحصیلی برای شرکت در کالج سنت سیمون به کینگستون نقل مکان کرد. او از ۱۶ سالگی در حالی که هنوز دانش‌آموز بود، به عنوان معلم شروع به کار کرد و به دلیل کار موفقی که داشت، به بلک ریور بازگشت تا در یک دبیرستان محلی به عنوان دبیر کار کند و در نهایت مدیر دبیرستان شد. او در سال ۱۹۶۷ با لزلی رابینسون که یک استاد ریاضیات بود، ازدواج کرد و از او صاحب دو فرزند به نام‌های لسلی جونیور و آن شد.

## حرفه
رابینسون در سال ۱۹۷۹ به عنوان دستیار کتابخانه به سرویس کتابخانه جامائیکا (JLS) پیوست. او دوره‌ای را در رشته علوم کتابداری در انجمن کتابخانه بریتانیا به پایان رساند و در سال ۱۹۵۴ به معاونت مدیر ارتقا یافت. او دو سال بعد به عنوان مدیر این سرویس منصوب شد، رابینسون اولین فرد بومی جامائیکایی است که این به این منصب دست یافته است. در زمان تصدی وی، تعداد کتابخانه‌های عمومی جامائیکا از ۶۰ به ۴۴۲ و تعداد کتابخانه‌های مدارس این کشور از ۳۳۳ به ۸۵۳ و تعداد کتابداران واجد شرایط از یک به ۳۷ نفر افزایش یافت. در سال ۱۹۷۳، به درخواست نخست‌وزیر مایکل مانلی، اعزام شد.
در سال ۱۹۷۶، رابینسون به عنوان مدیر جی ال اس بازنشسته شد تا مدیر اجرایی جنبش جامائیکا برای سوادآموزی بزرگسالان (جمال) شود که توسعه ان ال پی قبلی بود. با این حال، او به عنوان رئیس افتتاحیه کتابخانه ملی جامائیکا (۱۹۹۶–۱۹۷۹) با کتابخانه‌ها همکاری داشت و از مدافعان برجسته ایجاد کتابخانه بود. رابینسون در طول مدت حضورش در جمال، چندین سال به عنوان معاون شورای بین‌المللی آموزش بزرگسالان نیز خدمت کرد. او در سال ۱۹۸۱ به عنوان مدیر کل شرکت پخش جامائیکا (جی بی سی) منصوب شد، اما تنها تا سال بعد که نخست‌وزیر ادوارد سیگا او را مأمور اجرای برنامه آموزش استخدام انسانی و منابع (HEART) دولت خود کرد، این سمت را حفظ کرد. رابینسون در سال ۱۹۹۱ از خدمات دولتی بازنشسته شد، اما به دلیل شایستگی‌هایی که از خود نشان داده بود، چندین سال دیگر به عنوان مشاور در زمینه سوادآموزی و آموزش بزرگسالان به کار خود ادامه داد. او در ماه مه ۲۰۱۳ در سن ۸۷ سالگی درگذشت.

## افتخارات
رابینسون در سال ۱۹۵۹ توانست جایزه نشان امپراتوری بریتانیا (MBE) کسب کند. دولت جامائیکا در سال ۱۹۷۵ او را به عنوان یک فرمانده تعیین کرد و متعاقباً در سال ۱۹۸۷ به وی نشان جامائیکا را تقدیم کرد. او و همسرش اولین زوج متأهلی بودند که عضو دومی بودند. رابینسون همچنین مدارک افتخاری را از دانشگاه دالهوسی (LL.D. ، ۱۹۷۹) و دانشگاه هند غربی (LL.D.، ۱۹۹۰) دریافت کرد.